# Gelsterburg
Die Gelsterburg ist eine abgegangene Spornburg bei dem Ortsteil Weißenbach der Stadt Großalmerode im Werra-Meißner-Kreis in Hessen.

## Lage
Die Reste der Höhenburg liegen nördlich von Weißenbach und südöstlich von Trubenhausen über dem Tal der Gelster auf einem Bergsporn bei 380 m ü. NN. Wenige Meter westlich unterhalb des Hügels verläuft die L3239 dem Tal folgend von Weißenbach nach Trubenhausen.

## Geschichte
Von der Burg liegen keine gesicherten urkundliche Nachweise vor. Es ist nicht bekannt von wem und wann sie erbaut wurde.
Im Jahr 1265 wurde ein Ritter namens Walter von Hundelshausen erwähnt, benannt nach dem wenige Kilometer weiter nördlich gelegenen Dorf Hundelshausen, und die Burg mag sein Sitz gewesen sein. Andere Vermutungen gehen davon aus, dass die Burg von den Grafen von Bilstein in der zweiten Hälfte des 11. Jahrhunderts zum Schutz einer alten Salzstraße erbaut worden sein könnte und mit dem Übergang der Herrschaft Bilstein an die Landgrafschaft Hessen um 1300 ihre Bedeutung verloren haben könnte.

## Beschreibung
Die wenigen Überreste dieser größeren Burganlage auf einem Bergsporn sind durch einen Halsgraben vom Hang getrennt. Ein Abschnittsgraben trennte die etwa kreisförmige, südöstlich zum Berg liegende, 10 auf 12 Meter große Vor- und die nordwestliche, auch nordwestlich dem Spornverlauf folgend ausgerichtete, etwa 18 auf 30 Meter große, rechteckige Hauptburg voneinander, die heute ein schmaler Steg verbindet. Ein langgestreckter etwa 130 auf 50 Meter messender Wallgraben umschloss zusätzlich die ganze Burg, die in Spornrichtung Nordwest-Südost ausgerichtet war und nordwestlich nochmals eine weitere, gleich große tiefer liegende Fläche wie Vor- und Hauptburg zusammen, einschloss. Dadurch wurde um die beiden Burgteile ein weiterer Graben als Annäherungshindernis geschaffen. Die Hauptburg zeigt Fundamentreste der Ringmauer und eines Turmes von etwa 3–4 m Durchmesser.
Der sogenannte Eselspfad war der vermutliche Zugangsweg und verband die Burg serpentinenartig mit der ehemaligen Tränkemühle. Er lief von Südosten kommend auf die Vorburg zu. Das Plateau außerhalb und vor der Vorburg scheint ebenfalls künstlich erniedrigt bzw. angelegt zu sein.

## Denkmalschutz
Der Burgstall ist ein Bodendenkmal nach dem Hessischen Denkmalschutzgesetz. Nachforschungen und gezieltes Sammeln von Funden sind genehmigungspflichtig, Zufallsfunde an die Denkmalbehörden zu melden.